# Студентски парламент Универзитета у Источном Сарајеву
Студентски парламент Универзитета у Источном Сарајеву (СПУИС) је представничко тијело студената на Универзитету у Источном Сарајеву. Његово сједиште је у згради Ректората Универзита у Источном Сарајеву. Студентски парламент се именује на мандатни период од годину дана  .

## Састав и улоге
Студентски парламент представља и заступа интересе студената Универзитета у Источном Сарајеву и даје допринос друштвеним, културним, академским и рекреативним потребама студената на основу демократских принципа и у складу са Законом о студентском организовању.
Ово тијело је организационо и функционално укључено у Унију студената Републике Српске. Чланство у Студентском парламенту је добровољно. Право да бирају и да буду бирани имају сви који имају статус студента на Универзитету у Источном Сарајеву. Сваки факултет и академија имају свог представника у Студентском парламенту.